# Kanae Wada
Kanae Wada (和田 香苗 Wada Kanae) (Uwajima, Prefectura de Ehime, 3 de septiembre de 1932 - 8 de febrero de 2001) fue un compositor, arreglista y guitarrista japonés. En el Japón actual, "Kanae" es un nombre que se da principalmente a mujeres, por lo que a veces se le confunde con una mujer, pero en realidad es un hombre.

## Biografía
Es principalmente conocido como compositor y arreglista de canciones de anime y canciones Enka. Entre sus obras más destacadas se encuentran la composición y el arreglo de numerosas canciones para las series de anime producidas por Tatsunoko Pro y lanzadas por Columbia Records, como Sanshirō (letra de Toshio Oka, cantada por Mitsuko Horie), `` Akubi Musume Mitsuko Horie', la canción final de `` Hakushon Daimaou '' y `` Insect Story''. La canción final de ``Orphans Hatch '' es ``Ask Mama''.
Por otro lado, estaban ``Aizu no Kotetsu'' (letra de Kazuo Matsushima = Miyagawa Sakon Show, cantada por Yukie Waka Kyoyama, 1967 King Records ), y ``Shinjuku Blues'' (letra de Akiko Takiguchi, 1967 King Records), que se convirtió en el precursor de las " canciones locales " (cantando: Hiroko Ougi, 1967 Nippon Columbia ) y otras canciones Enka de gran éxito también se crearon por la misma época.
Hay muchas obras que incluyen arreglos de Yukie Waka Kyoyama, Mitsuzaburo Teppo y Kenji Hatsuneya de Kawachi Ondo (todos los cuales se han convertido en discos).
Al mismo tiempo, estaba trabajando en la transcripción de muchas canciones populares de una época en la que no existían partituras musicales. 
También fue un compositor que creó muchos cantantes, pero entre los estudiantes de amor más destacados se encontraban el cantante de anime, Hiromi Hirokawa y el actor, Kanshiro, que también nombró a los dos artistas como Hōda, y ambos fueron nombrados con la esperanza de que "crecerán después de los 40 años".Y ya se había vendido antes, pero en realidad ambos ganan fama internacional después de los 40.En su último año, ganó el éxito de la serie Neo Song, que le hizo cantar una buena canción como "el nuevo eje de la interpretación".Entre ellos, después de "Llamas", que lanzó en 1992, "Musashi" en 1994 y "Vikings" en 1998.
Estas canciones fueron grabadas en el programa de variedades de la cadena de televisión Nine Network, como "NineNaina".
Falleció en 2001 a la edad de 68 años.